# Bertry
Pour l’article ayant un titre homophone, voir Bertrix.
Bertry est une commune française située dans le département du Nord, en région Hauts-de-France.
Ses habitants sont appelés les Bertrésiens.

## Géographie

### Localisation
Bertry est un bourg du Cambrésis jouxtant au nord celui de Caudry, situé à 7 km à vol d'oiseau à l'ouest du Cateau-Cambrésis, 29 km au nord-est de Saint-Quentin, 40 km aunord-est de Péronne, 18 km au sud-est de Cambrai, 32 km au sud de Valenciennes, 31 km au sud-ouest de la frontière franco-belge et 55 km au sud-ouest de Mons.
Il est aisément accessible par le tracé initial de l'ancienne Route nationale 32 (actuelle RD 932) qui relie Saint-Quentin à Bavay et à la frontière franco-belge.

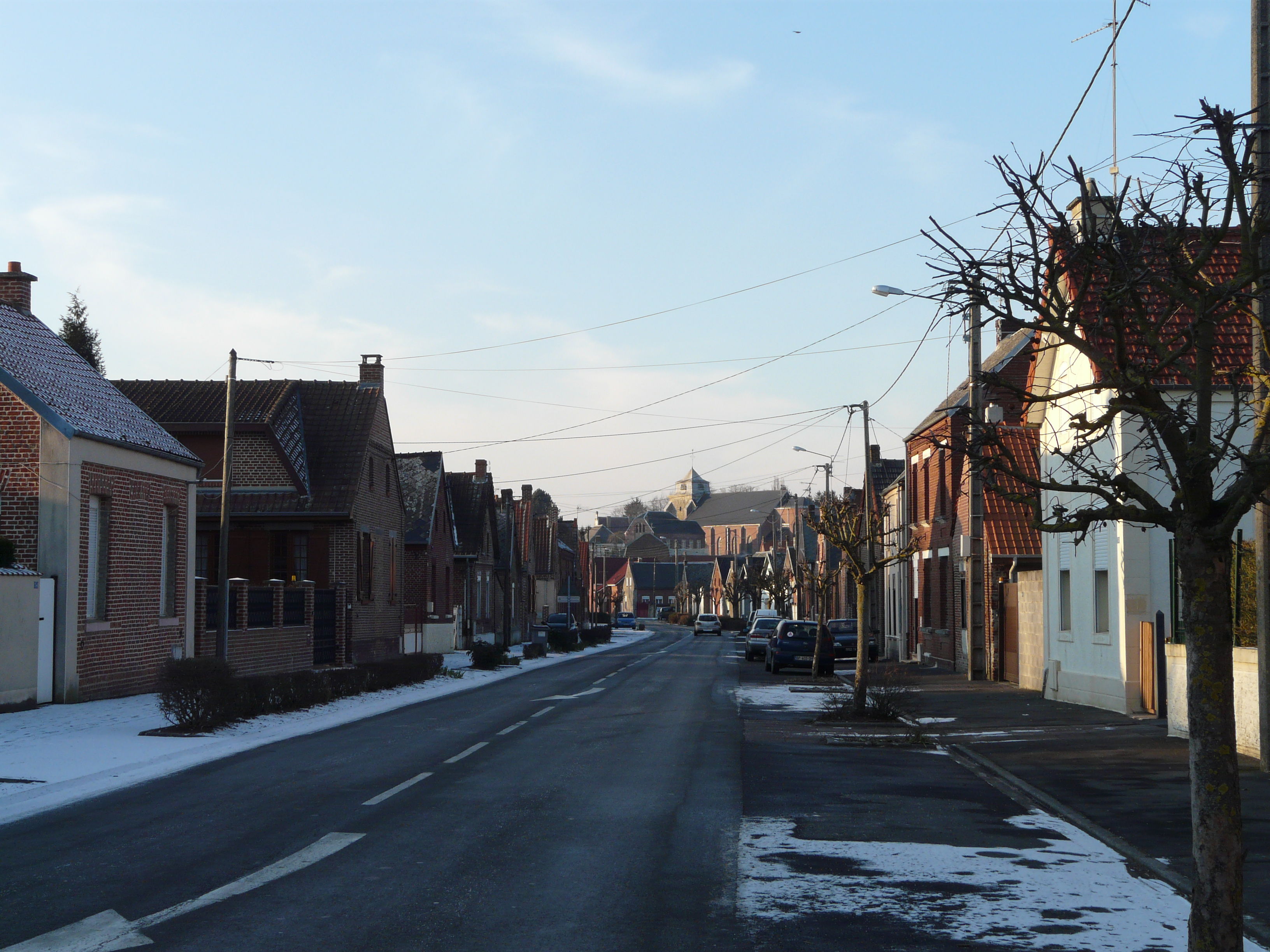
Paysage du bourg : la rue Jean-Jaurès.

### Communes limitrophes
| Montigny-en-Cambrésis | Caudry | Troisvilles |
| Montigny-en-Cambrésis | Bertry | Reumont     |
| Clary                 | Maretz | Maurois     |

### Géologie et relief
Comme une grande partie des communes du Cambrésis, Bertry est bâtie sur des couches de calcaire du Crétacé, elles-mêmes recouvertes de lœss et de limons accumulés par les vents, qui rendent le sol très fertile. C'est une terre à blé et à betteraves. Le paysage d'openfield domine la plus grande partie du pays.
Le village est bâti sur une pente qui descend vers les « riot Mauby » et « riot des Morts », entre approximativement 100 m au sud-est et 90 m au nord-ouest.

### Hydrographie

#### Réseau hydrographique
La commune est située dans le bassin Artois-Picardie. Elle est drainée par le Torrent d'Esnes,.
Le Torrent d'Esnes, d'une longueur de 19 km, prend sa source dans la commune  et se jette  dans la rivière Escaut à Crèvecœur-sur-l'Escaut, après avoir traversé neuf communes.

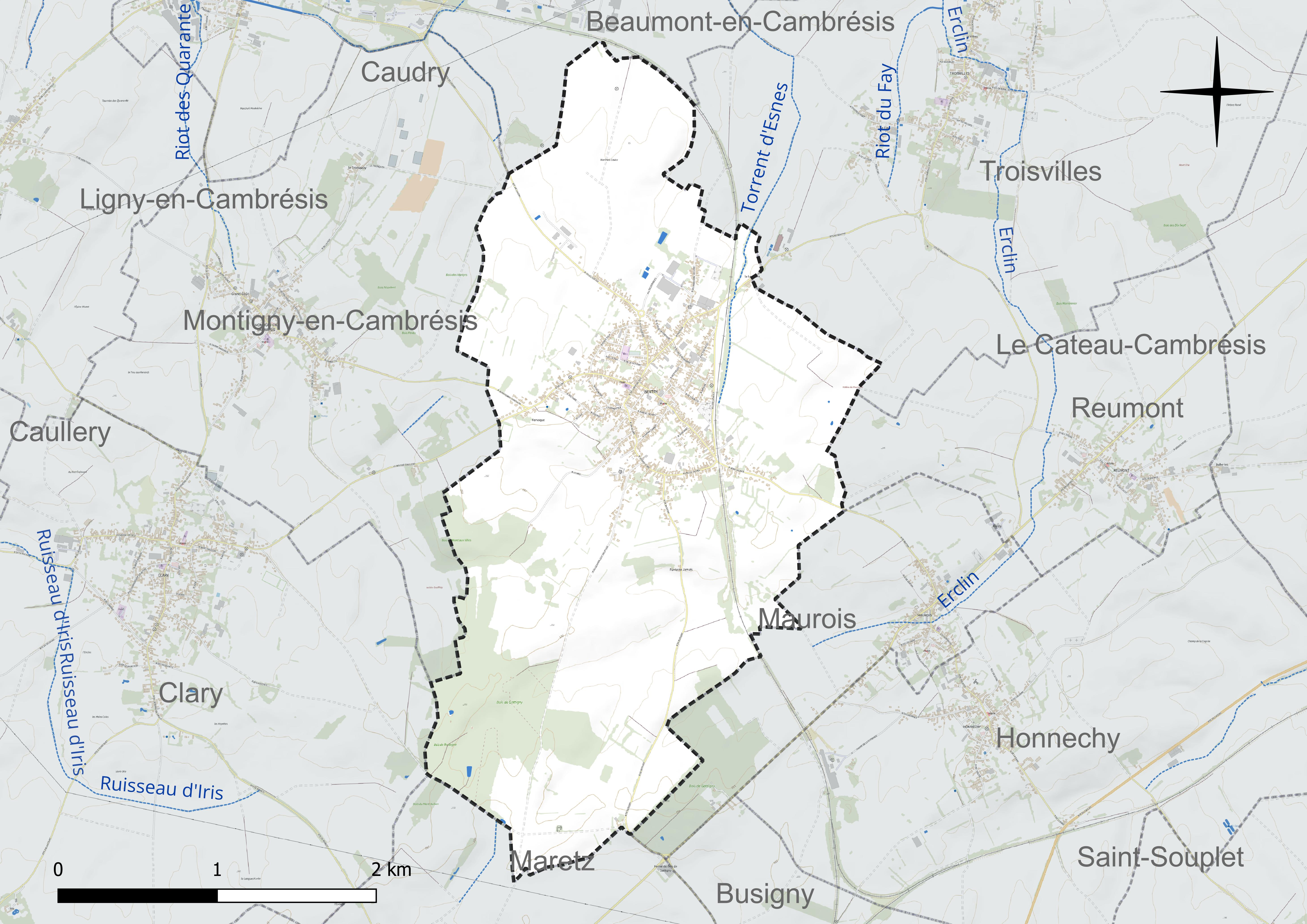
Réseau hydrographique de Bertry.

#### Gestion et qualité des eaux
Le territoire communal est couvert par le schéma d'aménagement et de gestion des eaux (SAGE) « Escaut ». Ce document de planification concerne un territoire de 2 005 km2 de superficie, délimité par le bassin versant de l'Escaut. Le périmètre a été arrêté le 9 juin 2006 et le SAGE proprement dit a été approuvé le 13 juillet 2021. La structure porteuse de l'élaboration et de la mise en œuvre est le syndicat mixte Escaut et Affluents (SyMEA).
La qualité des cours d'eau peut être consultée sur un site dédié géré par les agences de l'eau et l'Agence française pour la biodiversité.

### Climat
Pour des articles plus généraux, voir Climat des Hauts-de-France et Climat du Nord.
En 2010, le climat de la commune est de type climat océanique dégradé des plaines du Centre et du Nord, selon une étude du CNRS s'appuyant sur une série de données couvrant la période 1971-2000. En 2020, Météo-France publie une typologie des climats de la France métropolitaine dans laquelle la commune est dans une zone de transition entre le climat océanique et le climat océanique altéré et est dans la région climatique Nord-est du bassin Parisien, caractérisée par un ensoleillement médiocre, une pluviométrie moyenne régulièrement répartie au cours de l'année et un hiver froid (3 °C).
Pour la période 1971-2000, la température annuelle moyenne est de 9,7 °C, avec une amplitude thermique annuelle de 14,8 °C. Le cumul annuel moyen de précipitations est de 805 mm, avec 12,5 jours de précipitations en janvier et 9,7 jours en juillet. Pour la période 1991-2020, la température moyenne annuelle observée sur la station météorologique la plus proche, située sur la commune d'Épehy à 24 km à vol d'oiseau, est de 10,6 °C et le cumul annuel moyen de précipitations est de 752,8 mm,. Pour l'avenir, les paramètres climatiques de la commune estimés pour 2050 selon différents scénarios d'émission de gaz à effet de serre sont consultables sur un site dédié publié par Météo-France en novembre 2022.

## Urbanisme

### Typologie
Au 1er janvier 2024, Bertry est catégorisée bourg rural, selon la nouvelle grille communale de densité à sept niveaux définie par l'Insee en 2022.
Elle appartient à l'unité urbaine de Bertry, une unité urbaine monocommunale constituant une ville isolée,. Par ailleurs la commune fait partie de l'aire d'attraction de Caudry, dont elle est une commune de la couronne,. Cette aire, qui regroupe 17 communes, est catégorisée dans les aires de moins de 50 000 habitants,.

### Occupation des sols
L'occupation des sols de la commune, telle qu'elle ressort de la base de données européenne d'occupation biophysique des sols Corine Land Cover (CLC), est marquée par l'importance des territoires agricoles (73,5 % en 2018), en diminution par rapport à 1990 (76,9 %). La répartition détaillée en 2018 est la suivante : 
terres arables (59,5 %), zones urbanisées (14,7 %), prairies (14 %), forêts (11,7 %). L'évolution de l'occupation des sols de la commune et de ses infrastructures peut être observée sur les différentes représentations cartographiques du territoire : la carte de Cassini (XVIIIe siècle), la carte d'état-major (1820-1866) et les cartes ou photos aériennes de l'IGN pour la période actuelle (1950 à aujourd'hui).

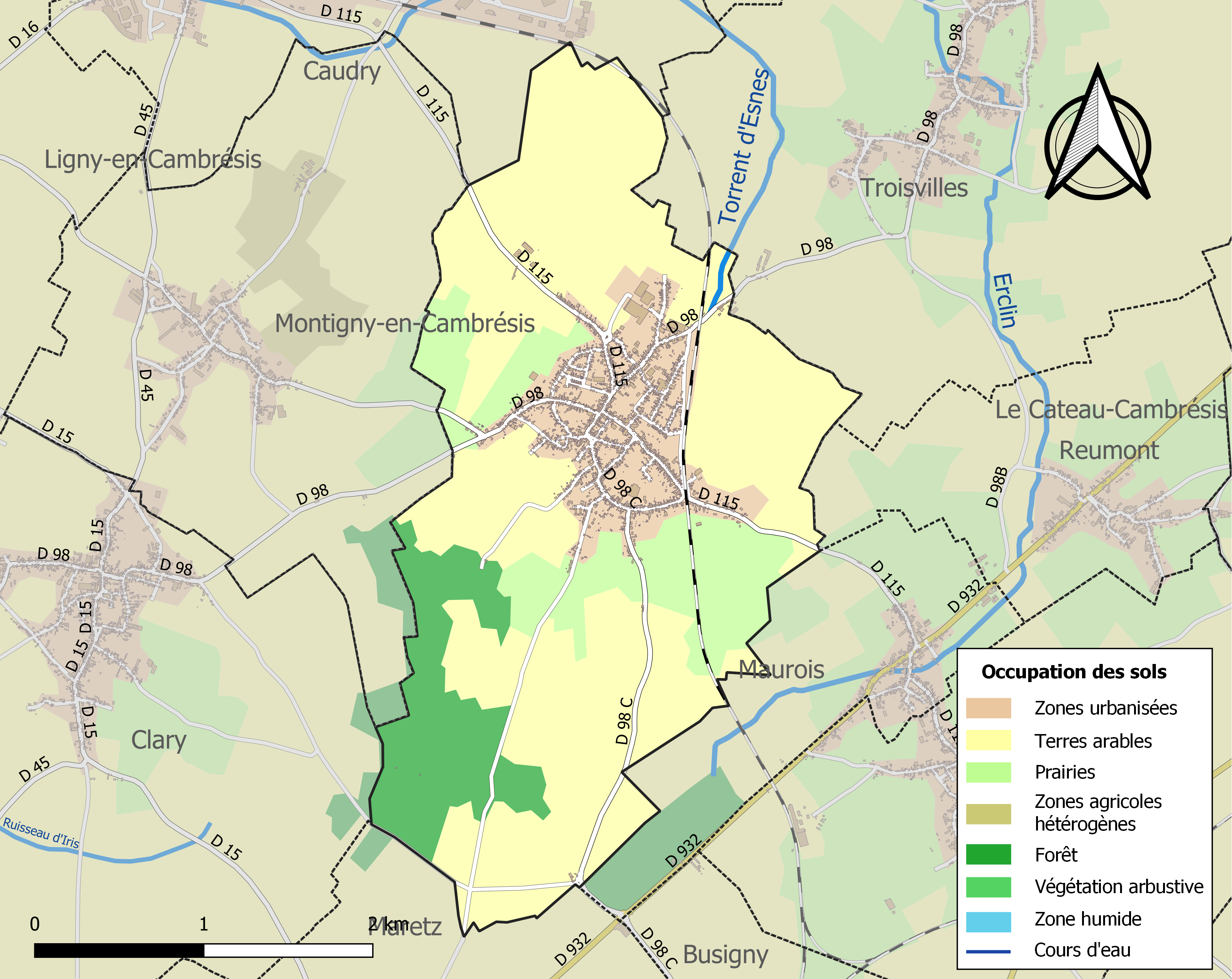
Carte des infrastructures et de l'occupation des sols de la commune en 2018 (CLC).

### Habitat et logement
En 2019, le nombre total de logements dans la commune était de 1 013, alors qu'il était de 1 005 en 2014 et de 976 en 2009.
Parmi ces logements, 89,5 % étaient des résidences principales, 1,8 % des résidences secondaires et 8,7 % des logements vacants. Ces logements étaient pour 96,1 % d'entre eux des maisons individuelles et pour 3,6 % des appartements.
Le tableau ci-dessous présente la typologie des logements à Bertry en 2019 en comparaison avec celle du Nord et de la France entière. Une caractéristique marquante du parc de logements est ainsi une proportion de résidences secondaires et logements occasionnels (1,8 %) supérieure à celle du département (1,6 %) et à celle de la France entière (9,7 %). Concernant le statut d'occupation de ces logements, 72,5 % des habitants de la commune sont propriétaires de leur logement (73,3 % en 2014), contre 54,7 % pour le Nord et 57,5 pour la France entière.
| Typologie                                               | Bertry | Nord | France entière |
| ------------------------------------------------------- | ------ | ---- | -------------- |
| Résidences principales (en %)                           | 89,5   | 90,6 | 82,1           |
| Résidences secondaires et logements occasionnels (en %) | 1,8    | 1,6  | 9,7            |
| Logements vacants (en %)                                | 8,7    | 7,8  | 8,2            |

En 2019, la part de résidences principales datant d'avant 1946 s'élevait à 55,6 %. Pour les constructions plus récentes, 34,9 % des logements dataient d'entre 1946 et 1990 et 9,42 % d'après 1990

### Voies de communication et transports

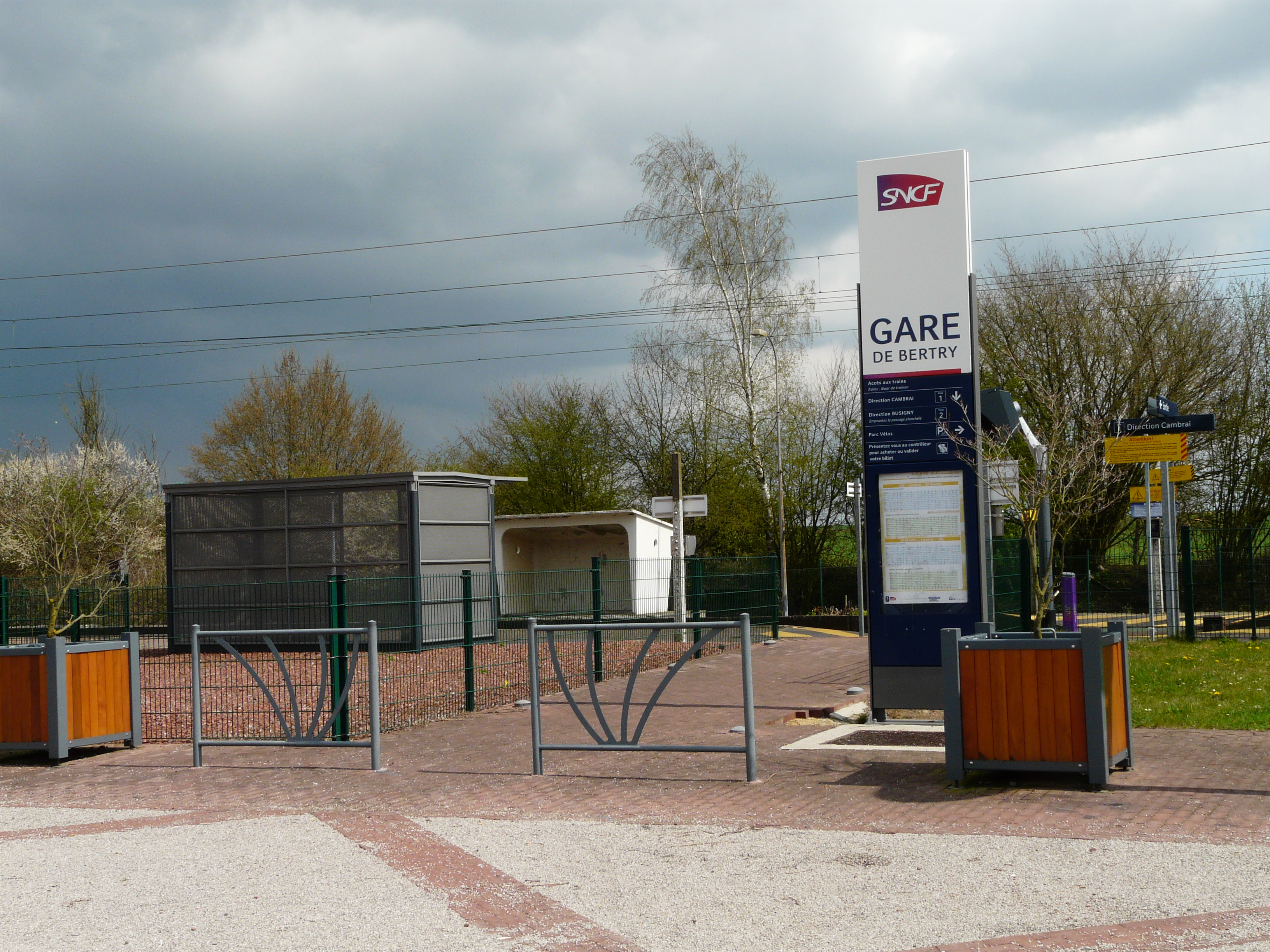
La gare.

Bertry est au croisement des routes départementales D115, D98 et D98c. La commune est desservie par une ligne du réseau CambrésiX, groupement composé de six entreprises de transport locales, vers Caudry et Le Cateau-Cambrésis.
La gare de Bertry est située sur la ligne ferroviaire Busigny - Somain. La gare est desservie par la ligne no 22 des TER Nord-Pas-de-Calais avec des trains vers Busigny (correspondances vers Saint-Quentin) et Cambrai (correspondances vers Douai et Lille).

## Toponymie
La plus ancienne mention du village se trouve dans un acte de 1176 par lequel Gérard de Saint-Aubert fait une donation à la léproserie de Cambrai. On trouve ensuite les noms Berteries (1224), Berthreis (1286), Bertries (1349 et 1471). Selon Eugène Mannier le nom dérive d'un nom propre, Berther, Berthier ou Bertarius.

## Histoire

### Antiquité
Pendant la période gallo-romaine, le territoire est peuplé par les Nerviens, dont les chefs-lieux sont Bavay puis Cambrai.

### Moyen Âge
Au Moyen Âge, le territoire de la commune est une seigneurie à haute, moyenne et basse justice.
Un autel est concédé en 1140 par l'évêque de Cambrai Nicolas de Chièvres. En 1224, le seigneur, Reinier de Boemont, accorde au village une charte communale, ce qui témoigne de son importance dès cette époque. Vers 1240, l'église est érigée en paroisse dotée d'un curé.

### Temps modernes
Un moulin banal est détruit en 1581, et un château-fort disparait au XVe siècle.

### Révolution française et Empire
Pendant la Révolution, on y envoie un détachement de soldats pour mettre fin à l'agitation.

### Époque contemporaine
Au XIXe siècle la vie économique repose sur  l'activité brassicole (on compta à Bertry jusqu'à 3 brasseries) et surtout le textile. Proche de Caudry, connue pour sa dentelle et de Villers-Outréaux, centre de la broderie, Bertry s'industrialise à la fin du XIXe siècle en se spécialisant, comme d'autres communes de cette région (Bohain-en-Vermandois, Maretz) dans la « Haute Nouveauté », tissus nécessitant une forte technicité et destinés à la haute couture.
Le 15 juillet 1858 est mise en service la gare de Bertry sur la ligne de chemin de fer de Busigny à Somain via Cambrai; façilitant le déplacement des personnes et le transport des marchandises.
Le 4 décembre 1907, à deux cents mètres de la gare de Bertry, arrive le train 4804 composé de 39 wagons chargés de 650 tonnes de houille. La locomotive explose, tuant son chauffeur Désiré Jean-Baptiste Petit, 27 ans et son mécanicien Joseph Loucheux, 54 ans, tous deux du dépôt de Somain. La catastrophe se produit tout à côté d'habitations et de l'usine électrique.
Avant la Première Guerre mondiale, la population, qui n'a cessé de décliner jusqu'à aujourd'hui malgré une légère remontée dans les années 1990, s'élevait à plus de 3 200 personnes. À cette époque la majorité de la population était employée dans l'industrie textile, soit dans des fabriques, soit comme « extérieurs » travaillant « à façon ». Autour du textile d'autres professions s'employaient à la fabrication et à l'entretien du matériel. Dans les années 1970, des vagues de licenciements se terminèrent par la fermeture de toutes les fabriques de Haute Nouveauté à Bertry.

## Politique et administration

### Rattachements administratifs et électoraux

#### Rattachements administratifs
La commune se trouve dans l'arrondissement de Cambrai du département du Nord.
Après avoir été Bertry rattachée en 1793 au canton du Cateau-Cambrésis) dans le district de Cambrai en 1793, Bertry est rattachée au canton de Clary à compter de 1801. Dans le cadre du redécoupage cantonal de 2014 en France, cette circonscription administrative territoriale a disparu, et le canton n'est plus qu'une circonscription électorale.

#### Rattachements électoraux
Pour les élections départementales, la commune fait partie depuis 2014 du canton du Cateau-Cambrésis
Pour l'élection des députés, elle fait partie de la dix-huitième circonscription du Nord.

### Intercommunalité
Bertry était membre de la communauté de communes de l'Espace Sud Cambrésis, un établissement public de coopération intercommunale (EPCI) à fiscalité propre créé en 2001 et auquel la commune avait transféré un certain nombre de ses compétences, dans les conditions déterminées par le code général des collectivités territoriales.
Cette intercommunalité a fusionné avec sa voisine pour former, le 1er janvier 2012, la communauté de communes du Caudrésis – Catésis qui s'est transformée en 2019 en communauté d'agglomération sous la dénomination de communauté d'agglomération du Caudrésis - Catésis, et dont est désormais membre la commune.

### Administration municipale
La commune ayant entre 1 500  et  2 499 habitants, son conseil municipal est constitué de 19 membres, y compris le maire et ses adjoints.

### Tendances politiques et résultats
Au deuxième tour de l'élection présidentielle de 2007, 45,56 % des électeurs ont voté pour Nicolas Sarkozy (UMP), et 54,44 % pour Ségolène Royal (PS), avec un taux de participation de 88,03 %.
Au deuxième tour des élections législatives de 2007, 49,62 % des électeurs de Bertry ont voté pour François-Xavier Villain (UMP) (57,45 % dans la 18e circonscription du Nord), 50,38 % pour Brigitte Douay (PS) (42,55 % dans la circonscription), avec un taux de participation de 64,03 % à Bertry et de 60,08 % dans la circonscription.
Aux élections européennes de 2009, les deux meilleurs scores à Bertry étaient ceux de la liste du Parti socialiste conduite par Gilles Pargneaux, qui a obtenu 151 suffrages soit 24,35 % des suffrages exprimés (département du Nord 19,55 %), et de la liste de la majorité présidentielle conduite par Dominique Riquet, qui a obtenu 138 suffrages soit 22,26 % des suffrages exprimés (département du Nord 24,57 %) pour un taux de participation de 40,53 %.
Au deuxième tour des élections régionales de 2010, 53,53 % des suffrages exprimés sont allés à la liste conduite par Daniel Percheron (PS), 23,52 % à celle de Valérie Létard (UMP), et 22,94 % à la liste FN de Marine Le Pen, pour un taux de participation de 55,67 %.
Au premier tour de l'élection présidentielle de 2012, les quatre candidats arrivés en tête à Bertry sont François Hollande (PS, 28,26 %), Marine Le Pen (FN, 27,27 %), Nicolas Sarkozy (UMP, 21,17 %) et Jean-Luc Mélenchon (Front de gauche, 12,19 %) avec un taux de participation de 83,10 %.
Au premier tour de l'élection présidentielle de 2007, les quatre candidats arrivés en tête sont Marine Le Pen (36,64 % des suffrages exprimés), Jean-Luc Mélenchon (18,79 %),  Emmanuel Macron (15,94 %) et François Fillon (11,90 %),. Au second tour, les électeurs ont choisi Marine Le Pen à 58,31 % et Emmanuel Macron à 41,69 %. 24,73 % des électeurs se sont alors abstenus.
Au premier tour de l'élection présidentielle de 2022, les quatre candidats arrivés en tête sont Marine Le Pen (43,93 % des suffrages exprimés), Emmanuel Macron (20,62 %), Jean-Luc Mélenchon (14,38 %) et Éric Zemmour (6,07 %). Au second tour, les électeurs ont choisi Marine Le Pen à 65,91 % et Emmanuel Macron à 34,09 %. 28,63 % des électeurs se sont alors abstenus.

## Équipements et services publics

### Enseignement
La commune gère l'école maternelle Aurore (rénovée en 2021/2022,), composée de quatre classes, et l'école primaire Jules-Leroux qui comporte six classes. Ces établissements scolarisent environ 240 élèves.
Les élèves poursuivent leurs études au collège Jean-Monnet et aux lycées de Caudry

### Équipements culturels
Bertry dispose d'une médiathèque.

### Santé
En 2012, on trouve à Bertry un cabinet de médecine, ainsi que des infirmières, kinésithérapeutes et podologue, et une pharmacie.

### Justice, sécurité, secours et défense
La ville de Bertry est dans le ressort de la cour d'appel de Douai, du tribunal judiciaire et du conseil de prud'hommes de Cambrai, et à la suite de la réforme de la carte judiciaire engagée en 2007, du tribunal de commerce de Douai.

## Population et société

### Démographie

#### Évolution démographique
L'évolution du nombre d'habitants est connue à travers les recensements de la population effectués dans la commune depuis 1793. Pour les communes de moins de 10 000 habitants, une enquête de recensement portant sur toute la population est réalisée tous les cinq ans, les populations de référence des années intermédiaires étant quant à elles estimées par interpolation ou extrapolation. Pour la commune, le premier recensement exhaustif entrant dans le cadre du nouveau dispositif a été réalisé en 2006.

En 2022, la commune comptait 2 138 habitants, en évolution de −1,97 % par rapport à 2016 (Nord : +0,51 %, France hors Mayotte : +2,11 %).
| 1793  | 1800  | 1806  | 1821  | 1831  | 1836  | 1841  | 1846  | 1851  |
| ----- | ----- | ----- | ----- | ----- | ----- | ----- | ----- | ----- |
| 1 169 | 1 180 | 1 244 | 1 332 | 1 602 | 1 829 | 2 141 | 2 273 | 2 331 |

| 1856  | 1861  | 1866  | 1872  | 1876  | 1881  | 1886  | 1891  | 1896  |
| ----- | ----- | ----- | ----- | ----- | ----- | ----- | ----- | ----- |
| 2 488 | 2 849 | 2 933 | 3 010 | 3 182 | 3 001 | 2 997 | 2 902 | 3 055 |

| 1901  | 1906  | 1911  | 1921  | 1926  | 1931  | 1936  | 1946  | 1954  |
| ----- | ----- | ----- | ----- | ----- | ----- | ----- | ----- | ----- |
| 3 031 | 3 081 | 3 239 | 3 002 | 3 009 | 3 002 | 2 920 | 2 640 | 2 597 |

| 1962  | 1968  | 1975  | 1982  | 1990  | 1999  | 2006  | 2011  | 2016  |
| ----- | ----- | ----- | ----- | ----- | ----- | ----- | ----- | ----- |
| 2 657 | 2 526 | 2 295 | 2 089 | 2 119 | 2 257 | 2 225 | 2 222 | 2 181 |

| 2021  | 2022  | - | - | - | - | - | - | - |
| ----- | ----- | - | - | - | - | - | - | - |
| 2 148 | 2 138 | - | - | - | - | - | - | - |

#### Pyramide des âges
La population de la commune est relativement jeune.
En 2018, le taux de personnes d'un âge inférieur à 30 ans s'élève à 36,3 %, soit en dessous de la moyenne départementale (39,5 %). À l'inverse, le taux de personnes d'âge supérieur à 60 ans est de 26,3 % la même année, alors qu'il est de 22,5 % au niveau départemental.
En 2018, la commune comptait 1 058 hommes pour 1 116 femmes, soit un taux de 51,33 % de femmes, légèrement inférieur au taux départemental (51,77 %).
Les pyramides des âges de la commune et du département s'établissent comme suit.
| Hommes | Classe d’âge | Femmes |
| ------ | ------------ | ------ |
| 0,3    | 90 ou +      | 1,5    |
| 6,1    | 75-89 ans    | 10,5   |
| 17,5   | 60-74 ans    | 16,7   |
| 19,5   | 45-59 ans    | 18,8   |
| 18,9   | 30-44 ans    | 17,7   |
| 17,0   | 15-29 ans    | 15,9   |
| 20,7   | 0-14 ans     | 19,0   |

| Hommes | Classe d’âge | Femmes |
| ------ | ------------ | ------ |
| 0,5    | 90 ou +      | 1,4    |
| 5,3    | 75-89 ans    | 8,1    |
| 14,8   | 60-74 ans    | 16,2   |
| 19,1   | 45-59 ans    | 18,4   |
| 19,5   | 30-44 ans    | 18,7   |
| 20,7   | 15-29 ans    | 19,1   |
| 20,2   | 0-14 ans     | 18     |

### Manifestations culturelles et festivités
Chaque année, fin juin début juillet, a lieu la fête communale sur la place Fiévet.

### Sports et loisirs
Il existe à Bertry une douzaine d'associations sportives dans des domaines variés tels que football, course, danse, badminton, chasse, pétanque, cerf-volant, VTT ou colombophilie.
Le club Les Aéro ch'ti de Bertry a obtenu en 2022 la troisième place au championnat de France de cerfs-volants après avoir été classé quatrième à celui de 2019.
L'amichorale de Bertry, créée en septembre 1973, est une chorale qui accueille plus de 50 chanteurs addultes.

### Cultes

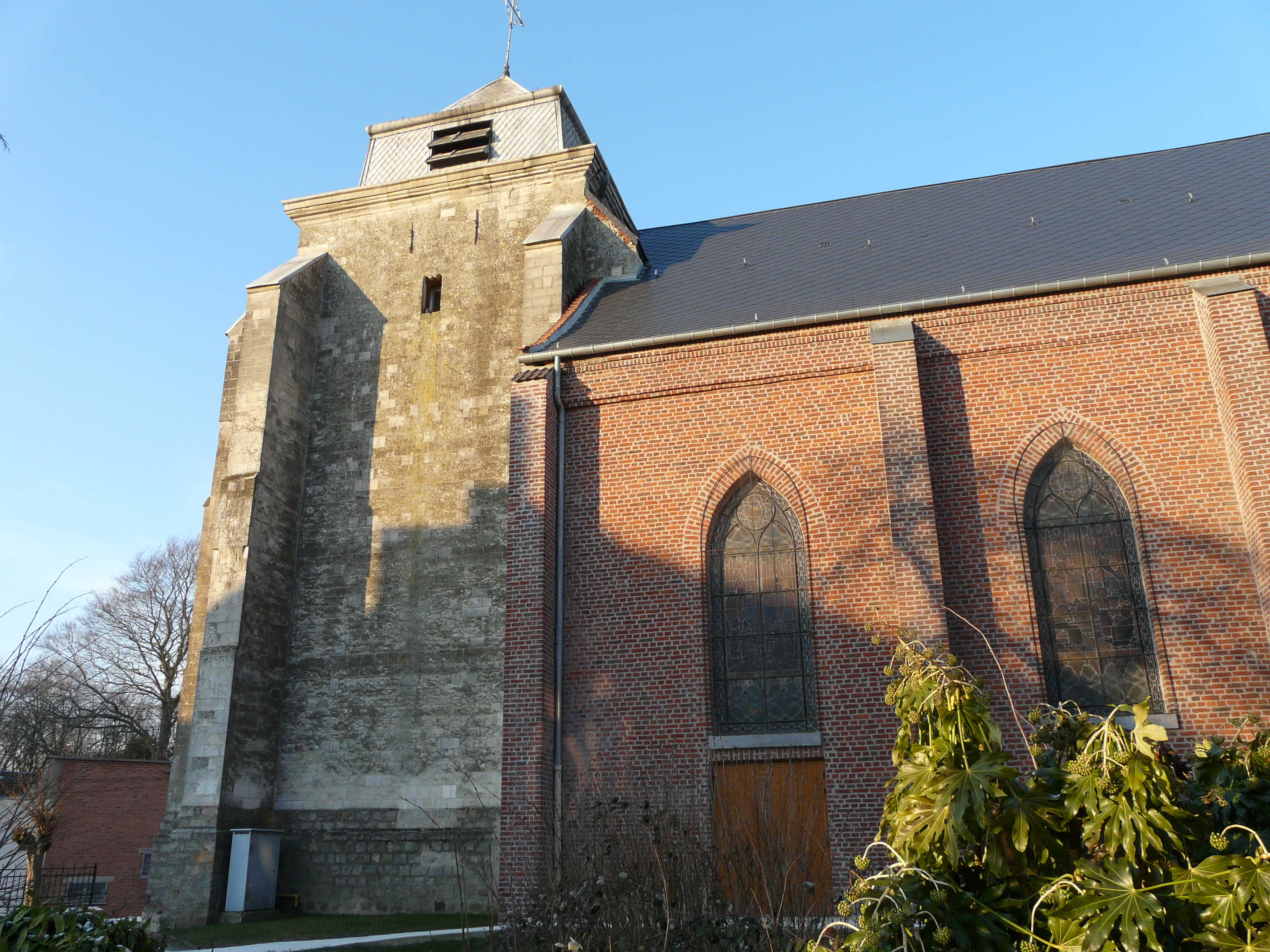
L'église

Les Bertrésiens disposent d'un lieu de culte catholique, l'église Notre-Dame-de-la-Visitation, qui dépend de la paroisse Sainte-Anne-en Cambrésis dans le diocèse de Cambrai.
Le temple de l'Église réformée de France sert de salle culturelle, cependant, une fois par an en août, on y assure encore des cultes. Occasionnellement, on y célèbre aussi des enterrements et des mariages.

## Économie

### Revenus de la population et fiscalité
En 2010, le revenu fiscal médian par ménage était de 24 798 €, ce qui plaçait Bertry au 23 478e rang parmi les 31 525 communes de plus de 50 ménages en métropole.

### Emploi
Bertry se trouve dans le bassin d'emploi du Cambrésis. L'agence Pôle emploi pour la recherche d'emploi la plus proche est localisée à Caudry.
En 2008, la population de Bertry se répartissait ainsi : 69,3 % d'actifs, ce qui est inférieur au 71,6 % d'actifs de la moyenne nationale et 9,1 % de retraités, un chiffre supérieur au taux national de 8,5 %. Le taux de chômage était de 11,2 % contre 12,7 % en 1999.

### Entreprises et commerces
Au 31 décembre 2009, Bertry comptait 92 établissements.
Répartition des établissements par domaines d'activité au 31 décembre 2009
|                             | Ensemble | Agriculture | Industrie | Construction | Commerce | Services |
| --------------------------- | -------- | ----------- | --------- | ------------ | -------- | -------- |
| Nombre d'établissements     | 92       | 8           | 10        | 17           | 41       | 16       |
| %                           | 100 %    | 8,7 %       | 10,9 %    | 18,5 %       | 44,6 %   | 17,4 %   |
| Sources des données : INSEE |          |             |           |              |          |          |

Parmi les entreprises installées à Bertry on compte Hyodall, « le couturier du funéraire » (articles funéraires), Euréponge (fabrication et transformation d'éponges), Dylco (textiles techniques, notamment pour l'automobile) ou Nicols (fabrication de produits d'entretien et de nettoyage).

## Culture locale et patrimoine

### Lieux et monuments
- L'église se compose de deux parties d'époques différentes : la tour en pierre blanche, massive, date du XVe siècle. La nef fut reconstruite en briques en 1855. L'association « Mise en valeur du patrimoine de l'église de Bertry » a permis la restauration des orgues et des vitraux[54].
- La chapelle Sainte-Anne fut construite en briques en 1864. La fête de Sainte Anne est célébrée le 26 juillet avec une messe à la chapelle suivie d'une procession jusqu'à l'église et un concert le soir.
- Le temple[55], construit en 1866, appartient à présent à la commune de Bertry et sert de salle culturelle pour des expositions ou conférences.

- La salle des fêtes art déco conçue par Gaston Trannoy

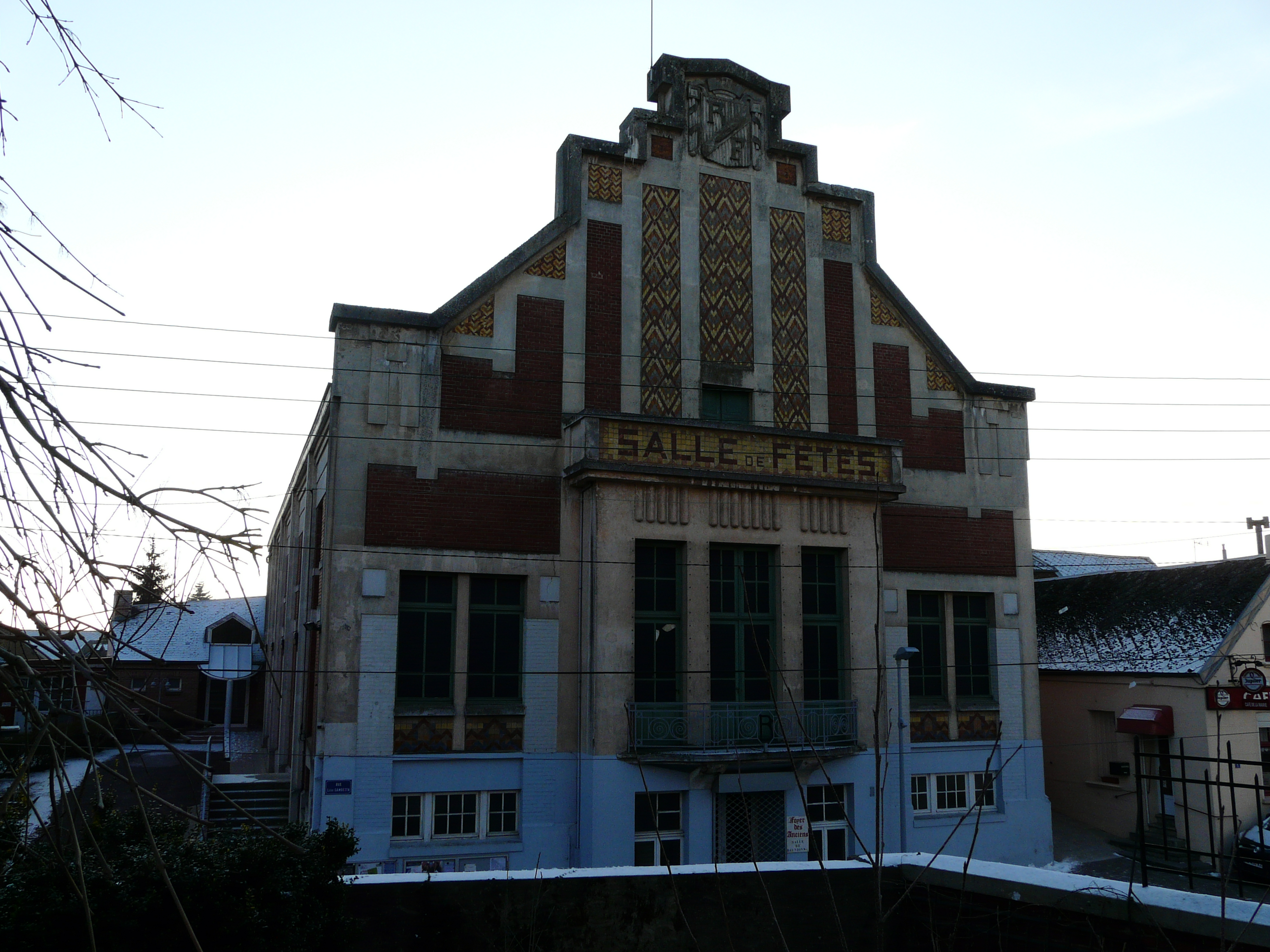
La salle des fêtes

- Le Bertry Communal Cemetery est un cimetière militaire britannique situé à l'intérieur du cimetière communal et géré par la Commonwealth War Graves Commission. Au cours de la Première Guerre mondiale, le 1st Gordon Highlanders fut encerclé dans Bertry et anéanti le 26 août 1914. Le village fut repris par la South African Brigade le 9 octobre 1918. Le cimetière contient les tombes de plus de 60 soldats morts en 1914 et 1918, dont un tiers non identifiés[57].

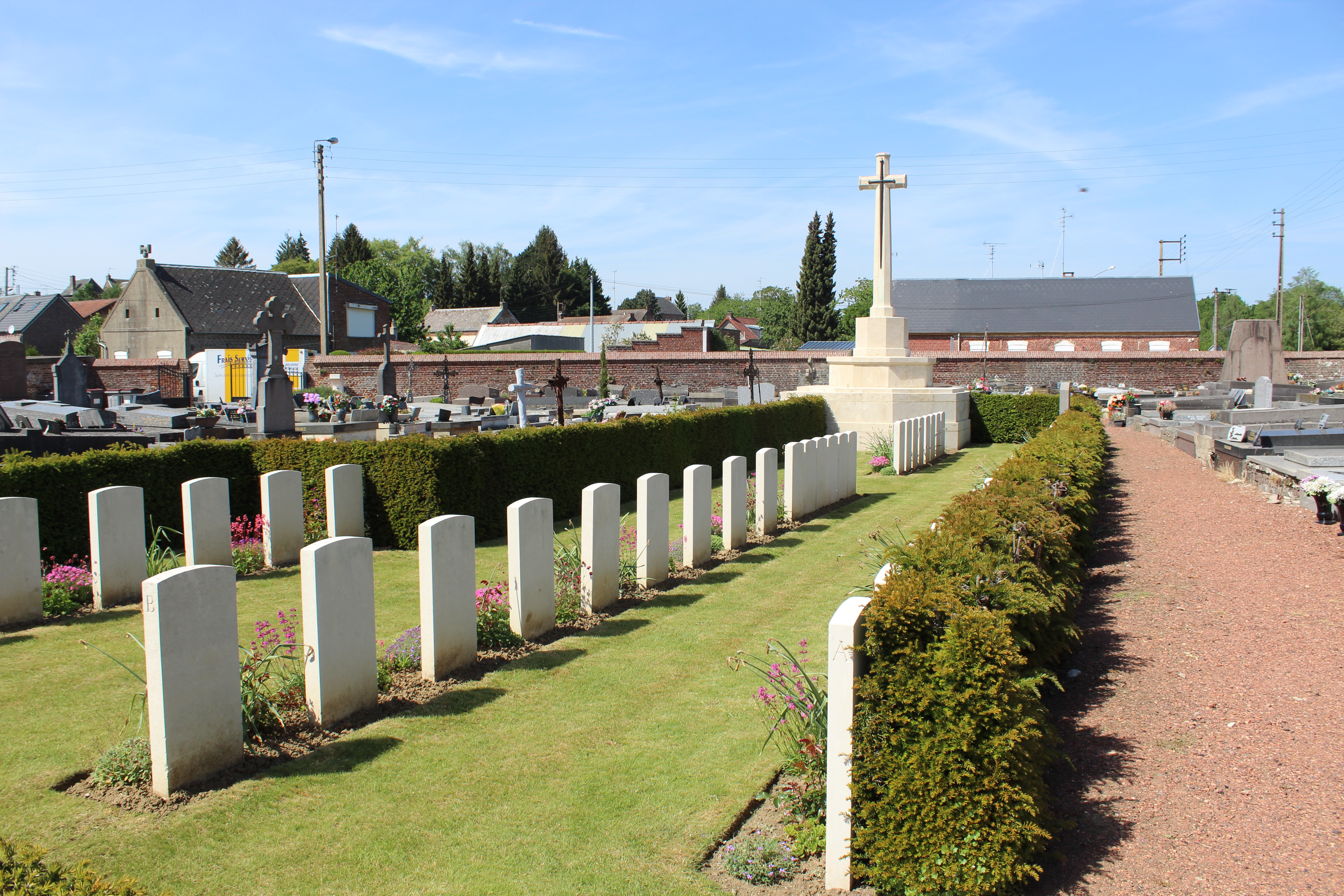
Le cimetière militaire britannique.

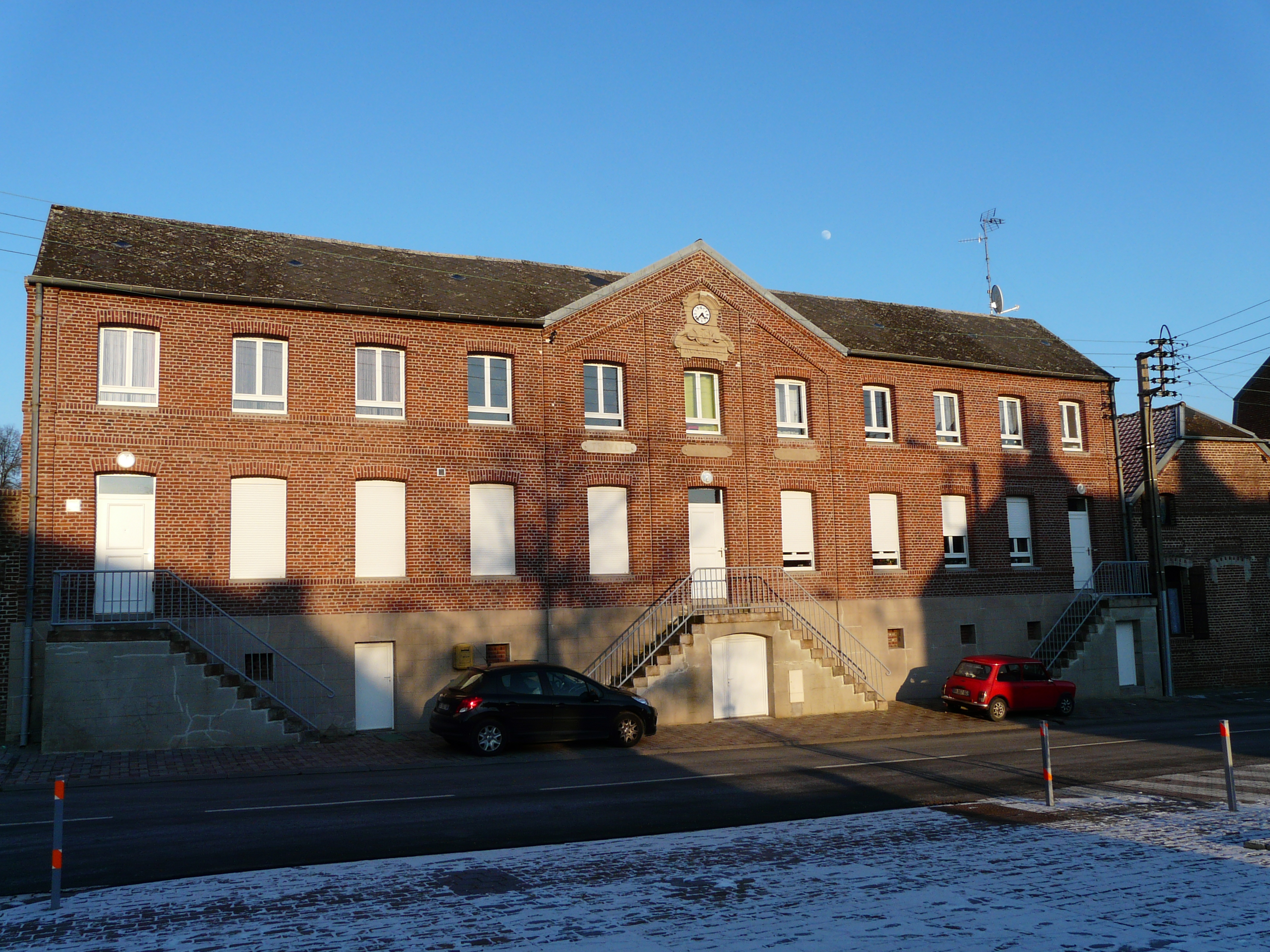
L'ancienne mairie.
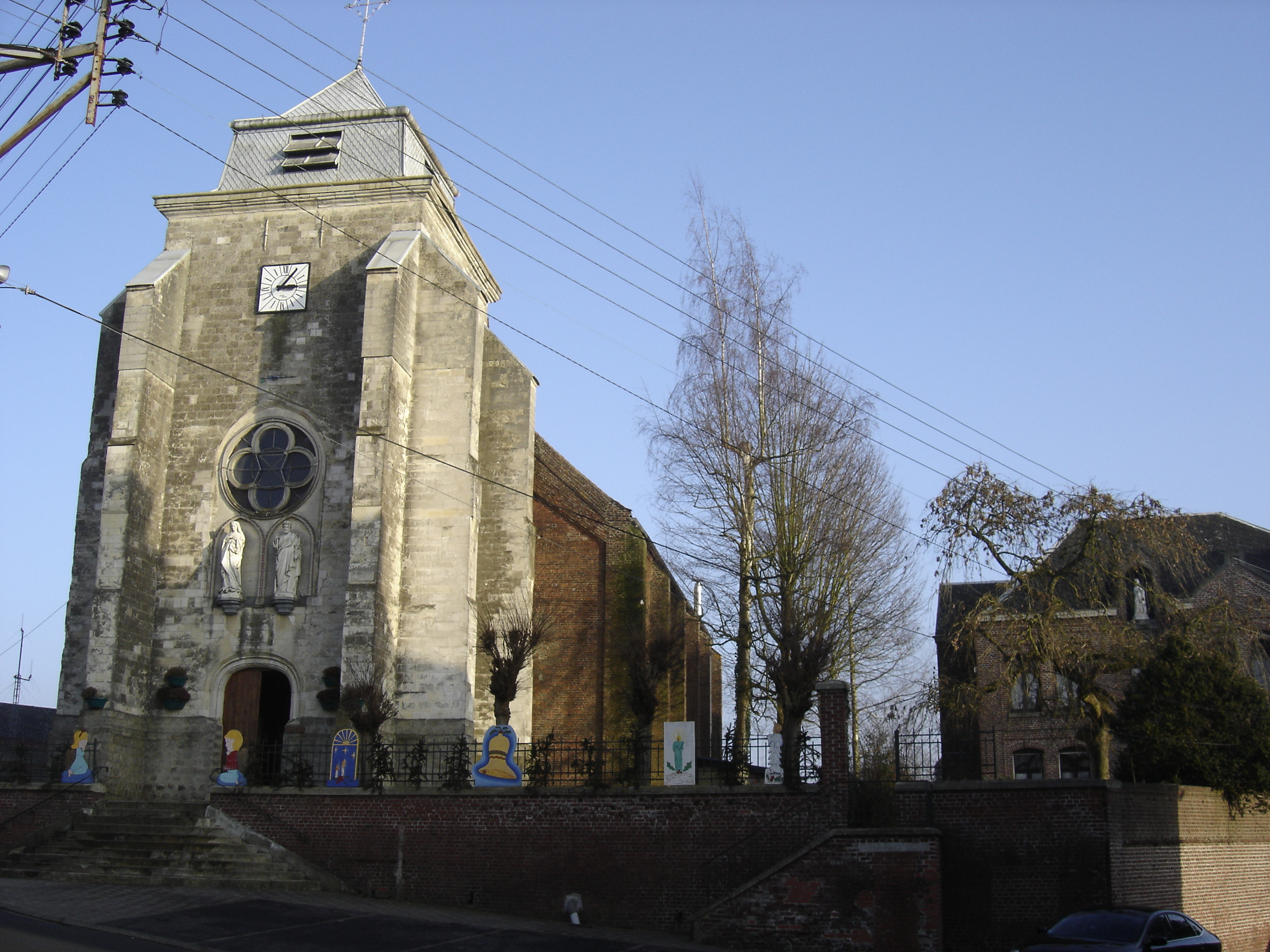
Façade de l'église.
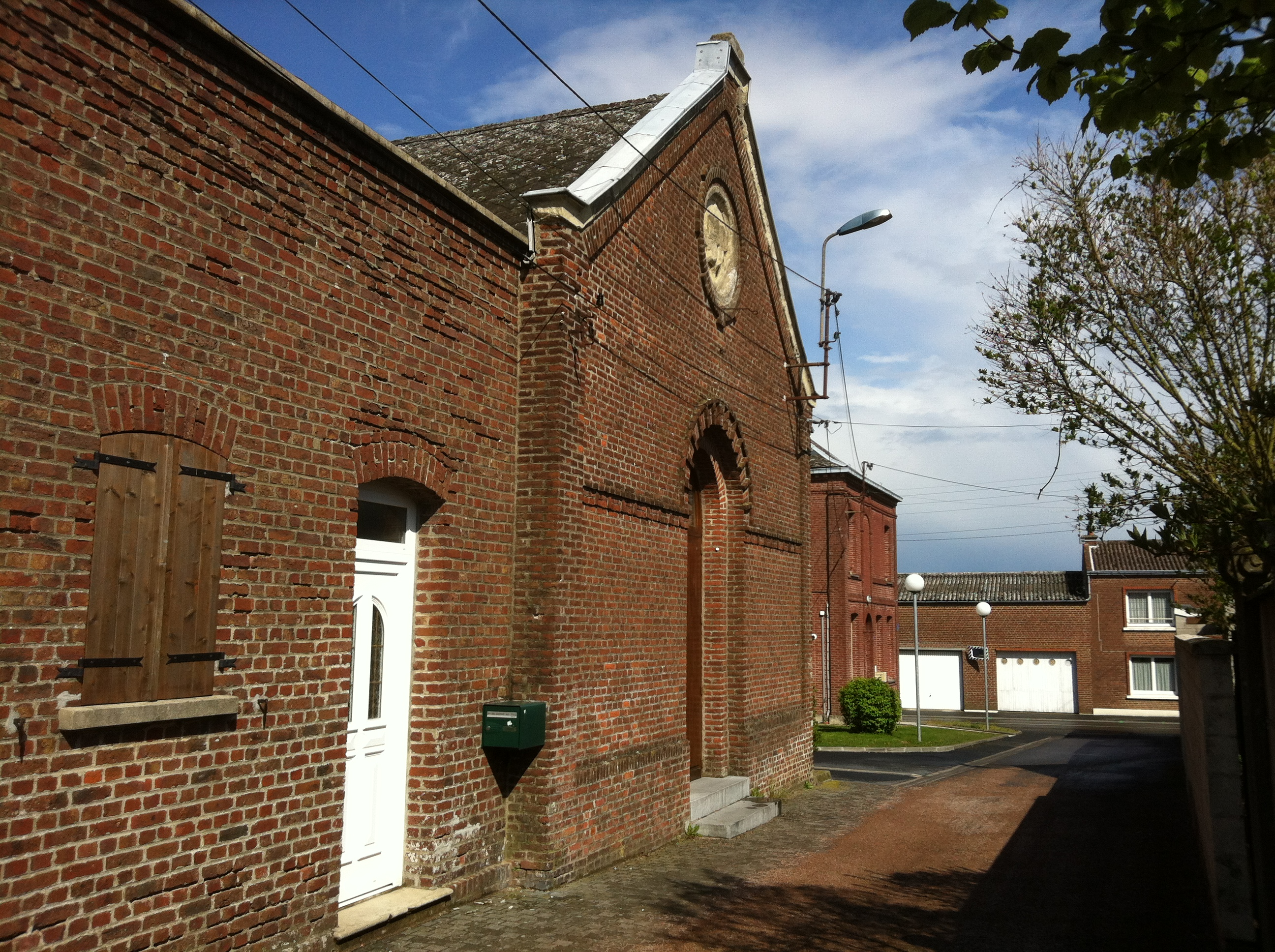
Façade du temple protestant.
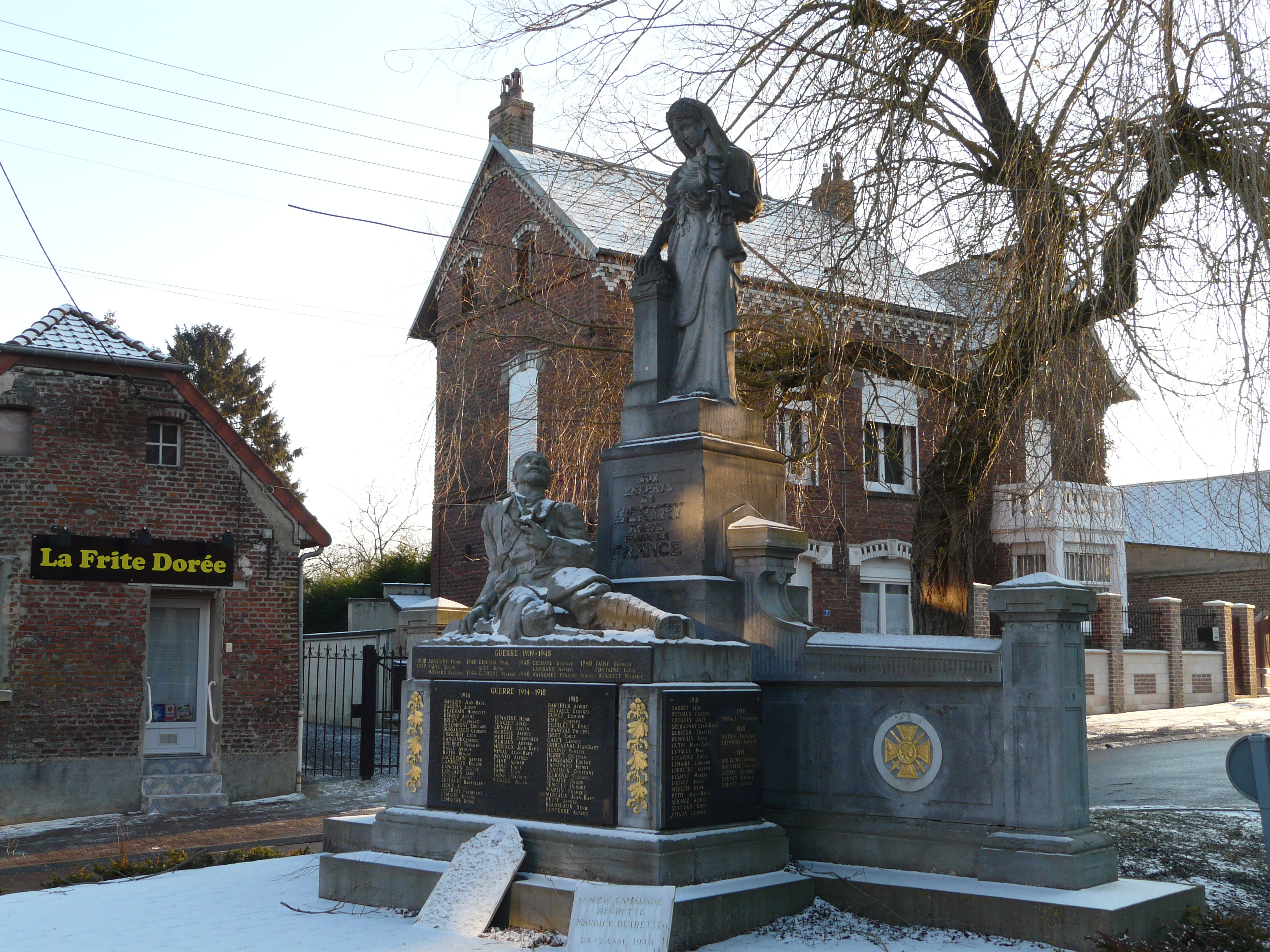
Le monument aux morts.
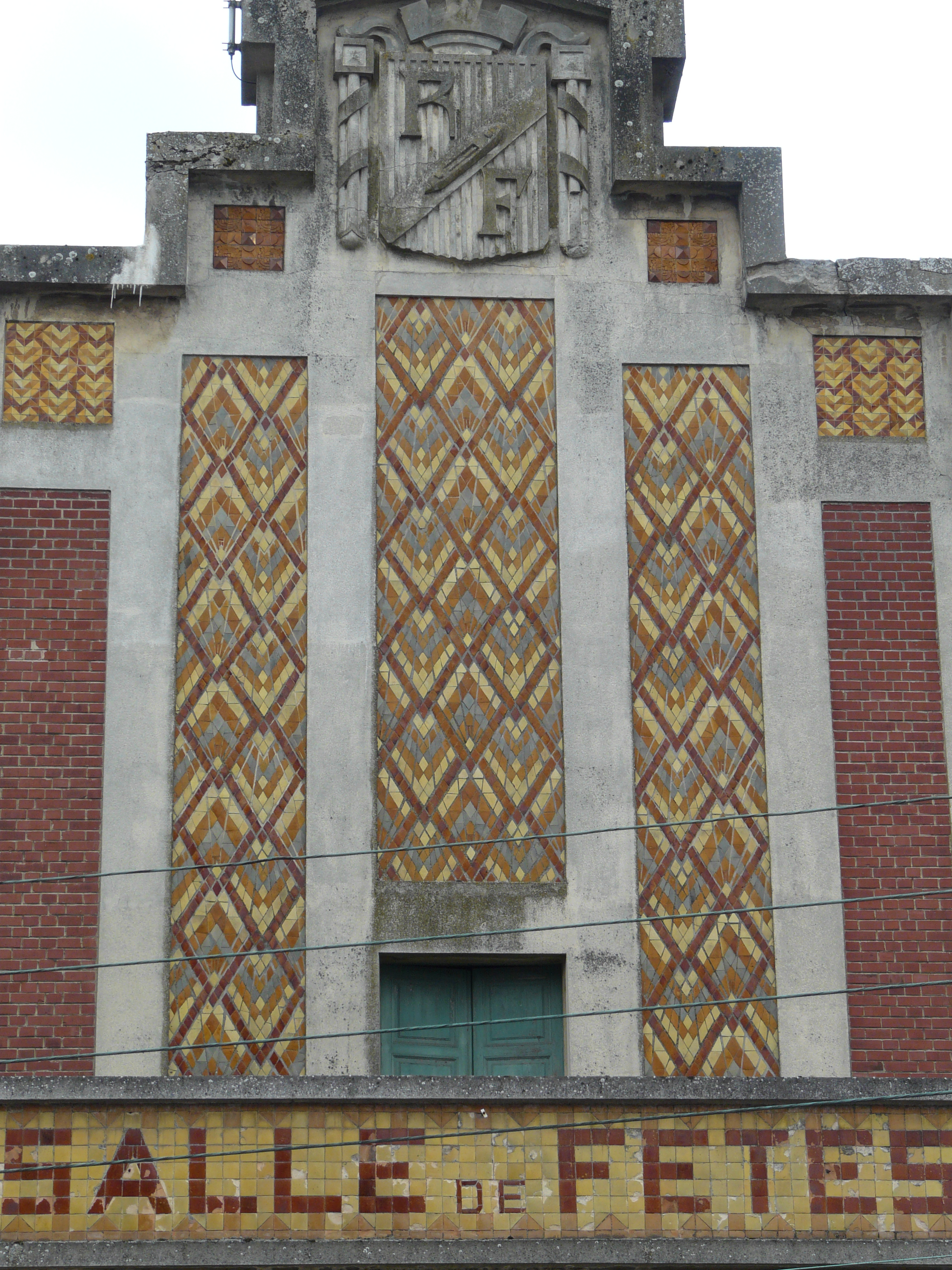
Détail du fronton de la salle des fêtes.

### Le géant
Un géant, nommé Tiot Achille, est né en 2007 à l'initiative de l'association « Dynamic Bertry » et de la municipalité. Il représente le dernier tisseur de la commune et commémore l'activité textile qui a structuré la vie du village pendant plusieurs décennies. Achille est un mulquinier monté sur roulettes de près de 4,5 m. Il est vêtu d'un bleu de travail et tient à la main une navette. Il a pour marraine, la brodeuse Pénélope de Villers-Outréaux et pour parrain le dentellier Batiste de Caudry.

### Personnalités liées à la commune
Le village appartient pendant cinq siècles aux maisons de Sohier, de Luxembourg, de Le Sart, et de Fariaux, et, en 1594, au roi Henri IV.
- Héliodore Jospin (1873 - 1944), pasteur français, est né à Bertry.
- Yves Demarly, né à Bertry en 1927, ingénieur agronome[59].
- Lionel Olivier, né à Bertry en 1949, écrivain français.

### Héraldique
| Blason de Bertry | Blason  | D'azur au chevron d'or, accompagné en chef de deux étoiles à six rais, et en pointe d'un trèfle du même. |
| Blason de Bertry | Détails | Le statut officiel du blason reste à déterminer.                                                         |

## Pour approfondir